# Сокур Іван Тарасович
Сокур Іван Тарасович (17 липня 1908 — 2 листопада 1994) — український зоолог та еколог, доктор біологічних наук, професор, один з провідних зоологів України XX ст., фахівець в галузі фауністики, зоогеографії, екології та прикладної теріології, неперевершений знавець теріофауни України.

## Біографія

### початки, аспірантура
Іван Тарасович народився 17 липня 1908 р. в с. Вікнина Терновської волості Гайсинського повіту Подільської губернії (нині Гайворонський р-н Кіровоградської обл.). У 1937 р. закінчив Харківський університет і вступив до аспірантури Зоологічного інституту при університеті. Протягом трьох аспірантських років (1938—1940) Іван Тарасович вивчав екологію мишоподібних гризунів полезахисних лісових смуг південних районів України. Підсумком цих досліджень стала кандидатська дисертація «Влияние полезашитных лесополос на количество и поведение мышевидных грызунов окружаюшего поля» (1941). Після захисту кандидатської дисертації поїхав працювати на західну Україну, на Волинь, де обіймав посаду завідувача кафедри зоології і директора Учительського інституту в м. Луцьку. Німецько-радянська війна, учасником якої був Іван Тарасович, на деякий час перервала педагогічну і наукову діяльність ученого.

### повоєнне життя
Після війни Іван Тарасович опинився у Києві, де з 1946 р. працював старшим науковим співробітником в Інституті зоології АН УРСР, і у 1948—1954 рр. очолював Зоологічний музей АН, який в той час був при цьому інституті. Багато часу проводив в експедиційних виїздах, охопивши ними малодосліджені з огляду на теріофауну райони — Карпати, Закарпаття, Західне Полісся, Гірський Крим. У ці роки у «Доповідях АН УРСР» виходять його перші статті за матеріалами експедицій: «Нові матеріали до фауни ссавців Закарпатської області» (1949), «Нові дані про фауну дрібних ссавців західного Полісся УРСР» (1950), «До питання про зоогеографічну характеристику Радянських Карпат» (1951). Тоді ж у «Збірнику праць Зоологічного музею» він публікує свій перший огляд «Господарське значення ссавців Закарпатської області і шляхи їх використання» (1952), а також монографію «Звірі Радянських Карпат і їх господарське значення» (1952).
У подальшому, на основі результатів своїх численних експедицій Іваном Тарасовичем було підготовлено низку нових праць, у тому числі монографії: «Акліматизація і розведення хутрових звірів на Україні» (1953), «Мисливсько-промислові звірі західних областей України» (1954), «Історичні зміни та використання фауни ссавців України» (1961), «Шкідливі гризуни і боротьба з ними» (1963). У ці ж роки виходить з друку науково-популярне видання, яким багато колег і природознавців користуються дотепер — «Ссавці фауни України та їх господарське значення» (1960). Підсумковою працею зазначеного періоду вивчення фауни ссавців України стала докторська дисертація «Ссавці фауни України (історичні зміни, екологія, практичне значення і шляхи раціонального використання)» (Харків, 1961).

### дослідження у галузі експериментальної екології
З 1965 по 1975 рр. Іван Тарасович — завідувач відділу експериментальної (згодом — популяційної) екології наземних хребетних Інституту зоології АН УРСР. У цей час він докладає багато зусиль до підготовки молодих науковців, виступаючи керівником дисертацій, і в 1971 р. йому присвоєно вчене звання професора.
Основним напрямком керованого Іваном Тарасовичем відділу було вивчення еколого-фізіологічних, біохімічних і екологічних особливостей популяцій членистоногих і ссавців. Значну увагу він приділяв вивченню екології мишоподібних гризунів агробіоценозів — шкідників сільського господарства, розробці наукових основ прогнозу їх чисельності і заходів боротьби з ними.
Добре відомий розроблений вченим метод боротьби зі шкідниками за допомогою аміачної води, який широко впроваджувався у різних регіонах України. Всі роки він їздив в експедиції, вважаючи їх ключовим елементом наукового дослідження. Докладно вів щоденники та фототеку, виїздив на поля для корекції прогнозів чисельності гризунів, ставив пастки, рахував нори, наносив усе це на карти.
У 1975—1989 рр. І. Т. Сокур обіймав посаду провідного наукового співробітника-консультанта відділу.

### громадська діяльність та популяризація знань
Енергія та ентузіазм Івана Тарасовича передавалися усім. До нього постійно приїздили на консультації теріологи з різних куточків України. За роки роботи в Інституті зоології він підготував 15 кандидатів наук, які наразі працюють у різних академічних інститутах та університетах, а деякі стали докторами наук.
Впродовж багатьох років він був активним членом товариства «Знання», читав лекції в найрізноманітніших закладах і куточках України — від степів до Полісся, від радгоспів до закритих військових частин. Його улюбленими темами були дарвінізм і походження людини, історичні зміни фауни і зоогеографія.
До останніх днів життя Іван Тарасович був професором-консультантом відділу популяційної екології Інституту зоології АН України. Займався питаннями, пов'язаними зі шкодочинністю гризунів, прогнозами спалахів їхньої чисельності, працював з аспірантами.

## Про нього
- Іван Тарасович Сокур (17.07.1908 — 02.11.1994): до 100-річчя від дня народження
- Мазурмович Б. М. Розвиток зоології на Україні. — К., 1972. — С. 54-55.
- Спогади про Івана Тарасовича Сокура (до 100-річчя з дня народження)